# Smithia agharkarii
Smithia agharkarii là một loài thực vật có hoa trong họ Đậu. Loài này được Hemadri miêu tả khoa học đầu tiên.